# Chablais

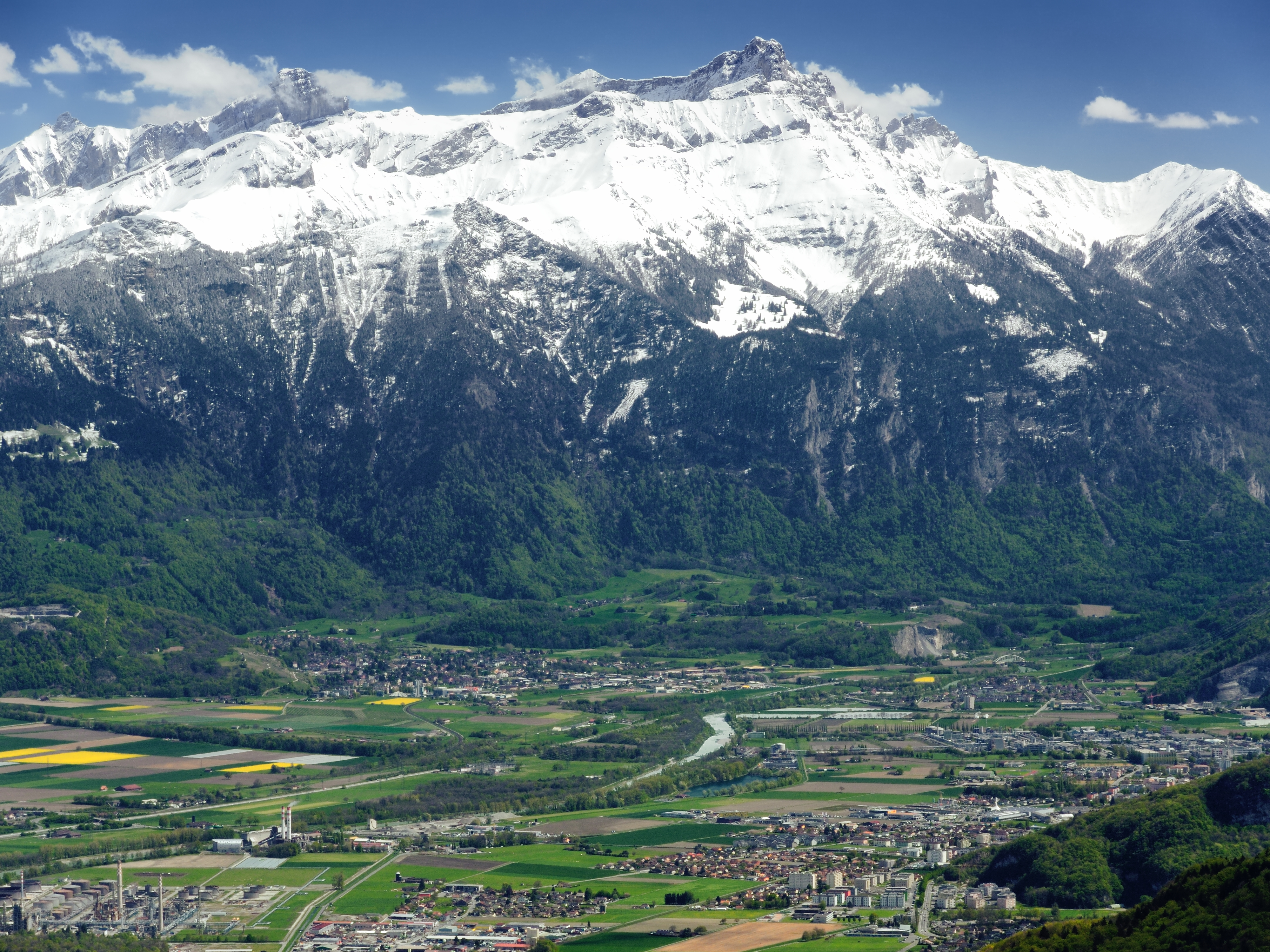
El valle del Ródano y Alpes de Vaud.

El Chablais fue una antigua posesión del condado de Saboya antes de convertirse en una provincia del ducado de Saboya con Thonon-les-Bains como capital histórica. Esta región histórica se divide actualmente en tres territorios, el Chablais saboyano, el Chablais valaisano y el Chablais de Vaud, y depende de dos países: Francia (departamento de Alta Saboya) y Suiza (cantones de Valais y Vaud). Bordeando la orilla sur del lago de Ginebra, la región está dominada por los Alpes.

## Geografía

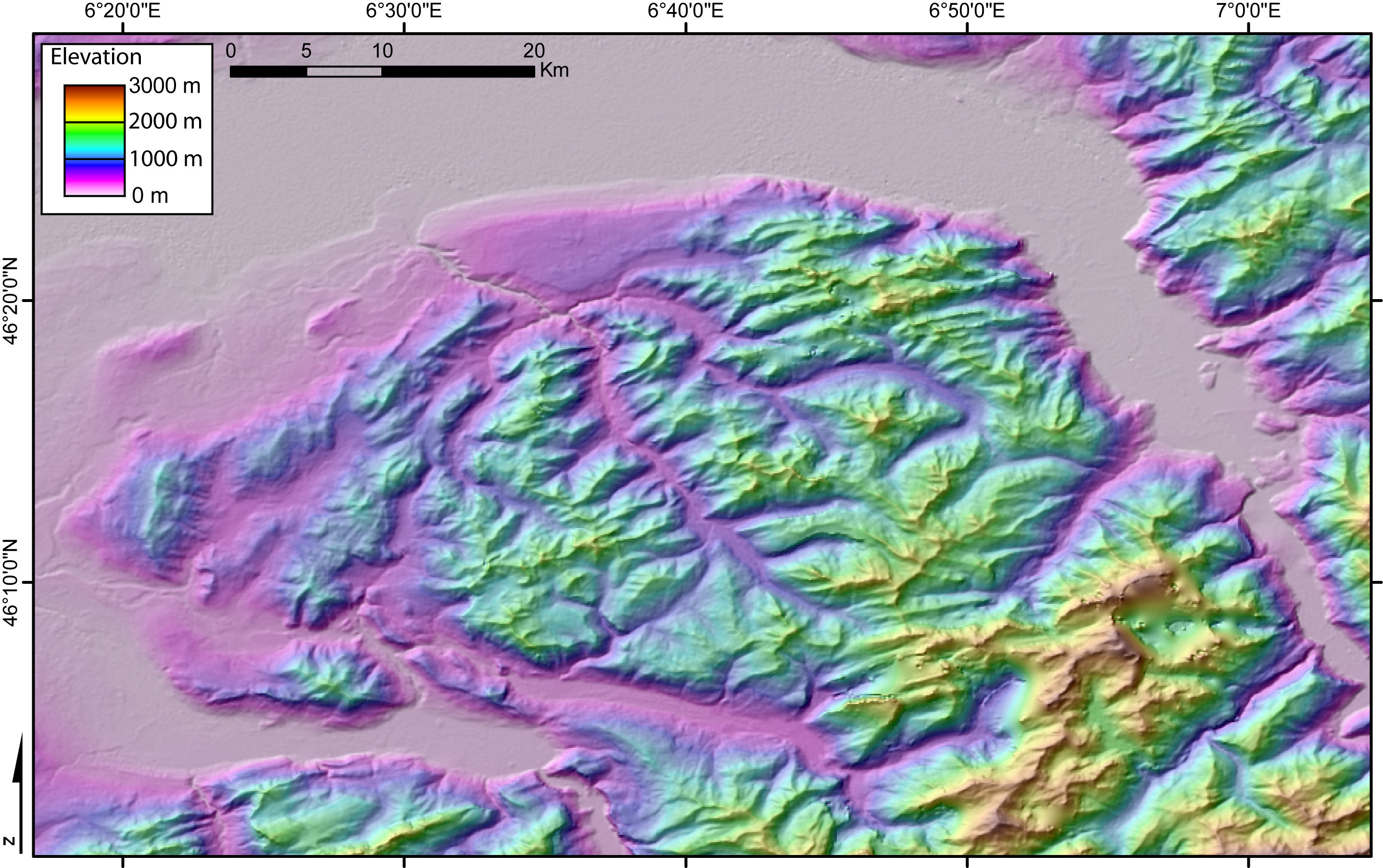
Modelo digital del terreno de Chablais (sobre el lago de Ginebra, a la derecha la llanura del Ródano).

El Chablais suizo (Chablais vaudois y Chablais valaisan) está situado en el extremo de Vaud y Valais del lago Lemán, aguas abajo del alto valle del Ródano, en las principales rutas que unen Italia a través de Suiza con el norte de Francia, Bélgica, los Países Bajos y el valle del Rin. Es una región rodeada de numerosos picos alpinos, entre ellos los Dents du Midi, que se elevan a 3.257 m. Además, tres municipios del actual cantón de Ginebra se consideraban parte del Chablais antes de 1815: Hermance, Anières y Corsier.
El Chablais francés (Chablais saboyano) se extiende en el noreste del departamento de Alta Saboya, entre el lago de Ginebra y el valle del Giffre. Comprende tres zonas geográficas:
- al norte, el bajo Chablais que bordea la orilla sur del lago Lemán, la llanura del antepaís saboyano;
- la Côte-en-Chablais y el Pays de Gavot, una meseta entre el lago de Ginebra y el valle del Dranse;
- al sur, el haut Chablais montañoso con el complejo Morzine-Avoriaz, el valle de Aulps y el Val d'Abondance como principal centro turístico.

Los municipios más poblados del Chablais son: Thonon-les-Bains (34 973 habitantes), Monthey (17 660 hab.), Aigle (10 000 hab.), Évian-les-Bains (8 822 hab.), Collombey-Muraz (7 500 hab.), Ollon (7 000 hab.), Bex (7 000 hab.), Publier(6 753 hab.), Sciez (5 592 hab.), Villeneuve (5 700 hab.), Douvaine (5 509 hab.), Bons-en-Chablais (5 337 hab.), Saint-Maurice (4 500 hab.), Morzine (2 893 hab.).